# Маска: анимирана серија
Маска: анимирана серија је назив америчке анимиране ТВ серије која је базирана на филму ,,Маска“ из 1994. године. Серија се наставља на филм. Серија је приказивана на ЦБС и трајала је три сезоне, имала је 54 епизоде. Трајала је од 12. августа 1995. године до 30. августа 1997. године. Маска је једна од три анимиране серије, која је базирана на филмовима у којима је глумио Џим Кери. 

## Радња
Радња се дешава у Еџ Ситију, а главни лик је Стенли Ипкис, банкар, који поседује тајанствену маску са надприродним моћима, када је стави он постаје Маска, луцкасти (анти)херој, са зеленом главом и разним моћима. Стенлијев тајни индетитет знају само његов пас Мајло и његова пријатељица Пеги.

## Ликови

### Главни ликови:
- Стенли Ипкис/Маска – Њихове личности се доста разликују и делују као две различите личности. Стенли је често у конфликту са Маском, у пар епизода је и покушавао да је се реши, али је ипак морао да користи маску да би се извукао из проблема. Маскина личност је потпуно другачија од Стенлијеве, он је луцкаст и јако забаван у односу са Стенлија. На Маскине моћи лоше утиче прехлада.[2]

- Мајло - Стенлијев пас и верни пријатељ. У епизодама често носи маску. Веома је интелигентан и разуме људски говор.

- Мич Келавеј – Циничан поручник градске управе Еџ Ситија који мрзи Маску и за сваки већи злочин осуђује њега. Због ове мржње Маска се често шали на његов рачун.

- Детектив Дојл –  Тупави, лењи колега поручника Келавеја, који гаји симпатије према Масци и за разлику од поручника, сматра да је Маска херој, а не негативац.

- Пеги Брент – Новинарка, која је пријатељ са Стенлијем. Често га је кроз серију спасавала, али је и покушавала да се пробије у свету новинарства на рачун Маске, што јако живцира Стенлија. Показује мајчинску наклоност према Масци.

- Чарли Шумахер – Егоистични менаџер банке у којој Стенли ради. Понаша се према Стенлију као пријатељ иако је у више наврата показао да му то није, тако на пример када Стенли напредује на послу, Чарли постаје љубоморан на Стенлија.

### Споредни ликови:
- Доктор Артур Њуман – Стенлијев психотерапеут. Не верује у постојање Маске, већ сматра Маску као Стенлијеву супротност и замишљеног пријатеља. У једној епизоди је носио маску.

- Мортајмер Тилтон – Егоистични и корумпирани градоначелник Еџ Ситија. Иако је себичан често се искрено захваљује Масци што спасава град.

- Агнес Пинмен – Стенлијева мрзовољна и злобна газдарица.

### Негативци:
- Доктор Септимус Преторијус - Маскин архинепријатељ. Луди научник који је раздвојио своју главу од тела и причврстио ју је за пауколике ноге, које могу да се прикаче за роботско тело. Преторијус је један од ретких ликова који знају прави индетитет Маске. Његови циљеви се кроз серију мењају; у почетку је желео да контролише Маску, а касније жели да уништи Еџ Сити.

- Волтер – Преторијусев неуништиви, ћутљиви и веома снажан помоћник. Толико је снажан, да је успео у једној епизоди да преполови маску на пола. На њега не делује моћ маске. Он доста подсећа на Франкештајново чудовиште.

- Лони ајкула – Вођа бајкерске банде. Има оштре зубе и фризуру која подсећа на пераје ајкуле.

- Грозан двојац – Њега чине Дак и Еди. Њих двојица су тинејџери који су се изложили радијацији са намером да постану супер хероји. Дак је постао Лепљивко, а Еди је постао Риболики.

- Скилит – Биће које потиче из Сенкограда и може да усиса сенке људи, које га одржавају младим, а његове жртве нагло остаре. Има више од 4000 година и познавао је све који су поседовали маску.

- Кабламус – Џо Блов је човек који је доживео хемијску несрећу приликом прављења непуцајућег балона. Његова моћ је да експлодира попут огромног балона, без последица по свој живот.